# Vittorio Amedeo Sallier della Torre
Vittorio Amedeo Ferdinando Sallier della Torre (Sallier de la Tour) (Chambéry, 18 novembre 1774 – Torino, 19 gennaio 1858) è stato un generale, politico e nobile italiano.

## Biografia

Stemma della famiglia Sallier de la Tour

Figlio del barone Giuseppe Amedeo, apparteneva ad un'antica famiglia aristocratica savoiarda molto fedele alla dinastia dei Savoia. Nel 1785, a soli 11 anni, in conseguenza del suo rango divenne paggio del Re Vittorio Amedeo III.
Come molti esponenti della nobiltà piemontese, ben presto il giovane de La Tour intraprese la carriera militare, divenendo alto ufficiale dell'esercito sardo. Durante la dominazione francese del Piemonte, che aveva costretto la casa regnante a rifugiarsi in Sardegna, Sallier de La Tour si schierò con i legittimisti, trovando asilo in Inghilterra, impegnandosi a fomentare rivolte antinapoleoniche nelle Province Illiriche a fianco di Francesco d'Austria Este futuro  Duca di Modena, che egli seguì in Sardegna e Sicilia negli anni 1811-1813,  militando nell'esercito britannico e comandando la Italian Levy. Nel 1814, dopo la sconfitta di Napoleone e il Congresso di Vienna, la dinastia sabauda rientrò in possesso dei suoi domini: de La Tour allora rientrò in patria, dove il re Vittorio Emanuele I, per la sua fedeltà, lo nominò generale.
Durante i cento Giorni e il breve ritorno di Napoleone al potere, fu messo a capo di un corpo di spedizione piemontese che doveva penetrare nella Francia meridionale, dove si scontrò con le truppe napoleoniche nella Battaglia di Grenoble, mettendole in fuga grazie anche alla partecipazione dei Carabinieri, che proprio allora ebbero il loro battesimo del fuoco. Questa vittoria garantì al Regno di Sardegna la considerazione delle grandi potenze riunite al congresso, le quali acconsentirono che Nizza e la Savoia, prima lasciate alla Francia in cambio della cessione della Liguria ai Savoia, facessero parte del regno sabaudo.
In conseguenza della vittoria, Sallier de La Tour fu nominato Governatore di Novara nel 1816; fu mentre ricopriva questa carica che scoppiarono a Torino i moti carbonari del 1821, che costrinsero Vittorio Emanuele I ad abdicare e a concedere la reggenza al nipote ed erede Carlo Alberto, il quale, costretto dagli insorti, dovette concedere la Costituzione. Nella sua piazza il generale riuscì a mantenere fedeli le truppe alla monarchia sabauda, tanto che il nuovo re Carlo Felice, che si trovava a Modena, lo nominò Governatore generale degli Stati di terraferma, contribuendo a debellare la rivolta, anche grazie all'aiuto delle truppe austriache.
Dal 1822 al 1834 fu nominato Ministro degli Affari Esteri, e come tale partecipò al Congresso di Verona del 1823, dove riuscì ad ottenere lo sgombero dell'esercito austriaco dai territori sardi. Sallier de La Tour fu nominato comandante della piazza di Torino nel 1835, anno in cui divenne Maresciallo dell'Esercito e Vicepresidente annuale del Consiglio di Stato (14 febbraio 1835). Fu anche Ministro di Stato e Senatore del Regno di Sardegna nominato il 3 aprile 1848. Dopo la concessione dello Statuto Albertino fu tra i primi ad essere nominato Senatore del Regno di Sardegna il 3 aprile 1848 da re Carlo Alberto. In Senato sedette tra i membri dell'estrema destra clericale e reazionaria, e fu per questo un fermo avversario delle politiche liberali del primo ministro Cavour. Morì infine a Torino il 19 gennaio 1858, a 83 anni.

## Onorificenze

### Incarichi di Governo
Regno di Sardegna ante 4 marzo 1848:
- Primo segretario di Stato degli affari esteri (1822-1834)